# آن كاسيدي
آن كاسيدي (بالإنجليزية: Anne Cassidy)‏ هي كاتِبة بريطانية، ولدت في 1952 في لندن في المملكة المتحدة.